# Tāzehābād-e Karsavān
Tāzehābād-e Karsavān (persiska: تازه آبادکرسوان, Tāzehābād) är en ort i Iran.   Den ligger i provinsen Kermanshah, i den nordvästra delen av landet, 300 km väster om huvudstaden Teheran. Tāzehābād-e Karsavān ligger 2 003 meter över havet och antalet invånare är 268.
Terrängen runt Tāzehābād-e Karsavān är huvudsakligen kuperad, men åt sydväst är den platt. Runt Tāzehābād-e Karsavān är det ganska tätbefolkat, med 80 invånare per kvadratkilometer. Närmaste större samhälle är Charmaleh-ye Pā‘īn, 11,5 km nordväst om Tāzehābād-e Karsavān. Trakten runt Tāzehābād-e Karsavān består i huvudsak av gräsmarker.